# 腹外側核
腹外側核（ventral lateral nucleus ，縮寫VL）是視丘腹側核群中的一個核團。

## 傳導
腹外側核接收來自基底核,包括黑質和蒼白球透過丘腦束的神經元輸入。它也接收來自小腦透過齒狀丘腦束的輸入，將神經元輸出發送到初級運動皮層和前運動區。
腹外側核與腹前核共同形成視丘中的運動功能部門。

## 功能
腹外側核將輸出訊號傳至包括運動皮層、前運動皮層和輔助運動皮層在內的區域，其功能有助於運動的協調與規劃。此外，它還在運動學習中扮演著重要角色。

## 臨床意義
腹外側核的損傷與聯覺有關。

## 外加圖片

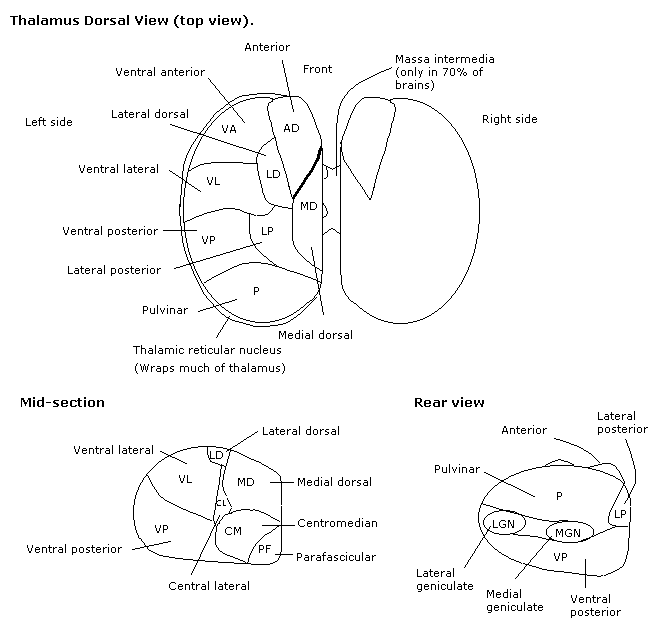
視丘
視丘

## 外部連結
- Stained brain slice images which include the "ventral+lateral+nucleus+of+thalamus" at the BrainMaps project